# Joan Muntaner Garcia
Joan Muntaner Garcia (Palma, Mallorca, 1766 — Palma, Mallorca, 1847) va ser un eclesiàstic mallorquí.
Fill d'una família vinculada a Orient i Bunyola, fou un jove precoç en els estudis, il·lustrat, amb grans coneixements sobre ciències, economia, història i llengües. Doctorat en drets a la universitat literària de Mallorca, el 1788 hi guanyà una càtedra de dret canònic. El 1794 fou nomenat canonge de la catedral de Mallorca, però no fou ordenat de sacerdot fins a l'any següent. No acceptà l'arquebisbat de San Juan de León (Caracas), que li fou ofert el 1807. En els moments convulsos de la Guerra del Francès, va dirigir la Diòcesi de Mallorca. Fou un diputat molt actiu de la nova Diputació de les Balears i una de les persones més influents d'aquesta època a Mallorca. Els anys 1812-13, 1818, 1821 i 1835 exercí el càrrec de vicari general governador de la diòcesi de Mallorca, i es mostrà partidari de la constitució i d'Isabel II. Escriví cartes i poemes en llatí i publicà diverses circulars i un elogi del bisbe Bernat Nadal (1819). Fou membre de l'Acadèmia de la Historia (1817)